# Akrobatik

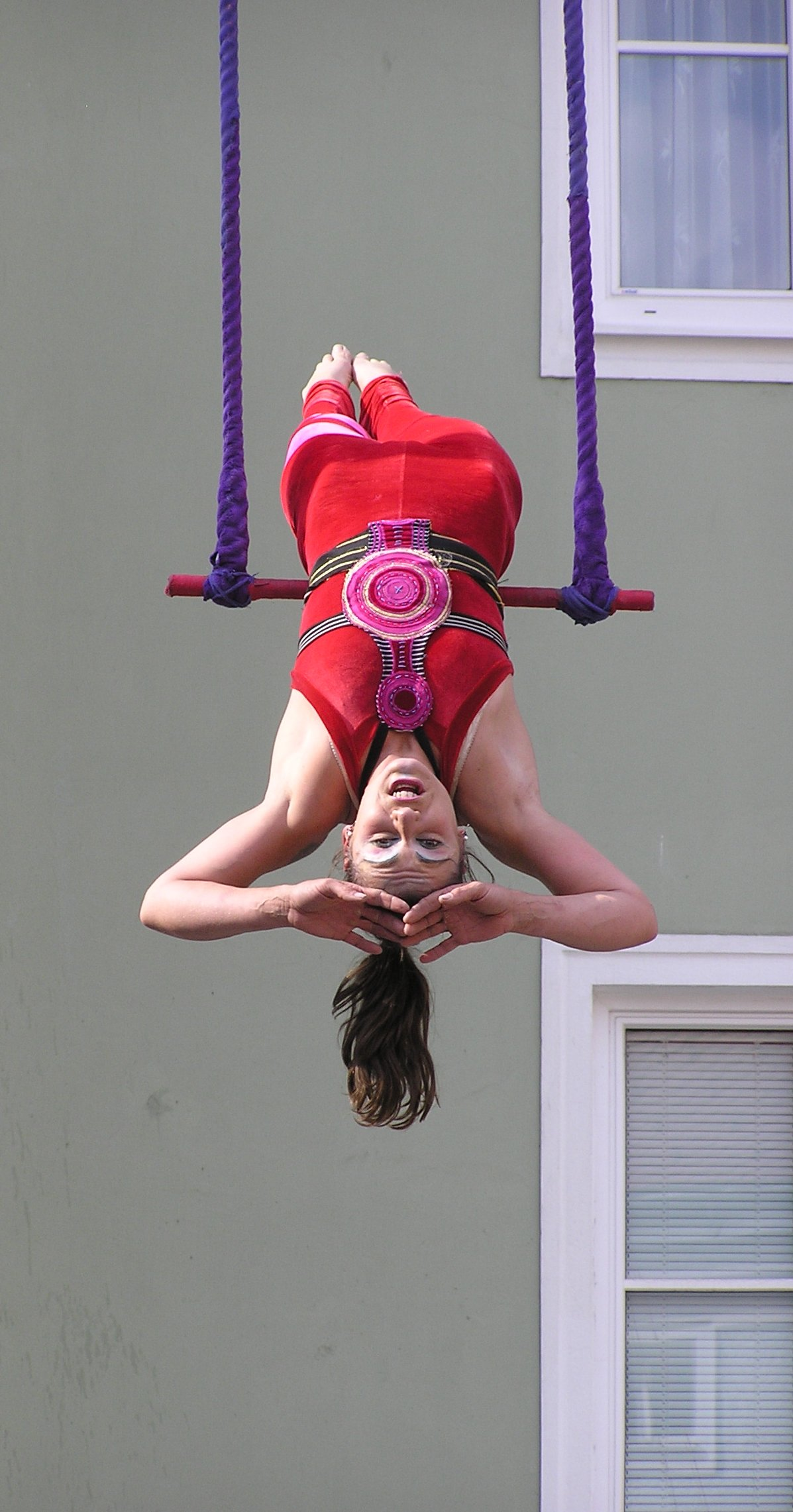
Akrobat

Akrobatik är konsten att utföra ovanliga kroppsrörelser, baserat på styrka, smidighet, balans, koordination, vighet och samspel.
Akrobatik förekommer i många olika former såsom till exempel parakrobatik där två personer utför konster tillsammans. Akrobatik är ursprungligen en disciplin inom cirkus. En person som sysslar med akrobatik kallas akrobat.